# Нидерланды на летних Олимпийских играх 1984
Нидерланды были представлены на летних Олимпийских играх 1984 года 136 спортсменами (82 мужчины, 54 женщины), выступившими в состязаниях по 15 видам спорта. Нидерландская сборная завоевала 13 медалей (5 золотых, 2 серебряных и 6 бронзовых), что вывело её на 13 место в неофициальном командном зачёте.

## Медалисты
| Медаль  | Спортсмен | Вид спорта                  | Дисциплина                                 |
| ------- | --- | --------------------------- | ------------------------------------------ |
| Золото  | Йоланда де Ровер | Плавание                    | Женщины, 200 м на спине                    |
| Золото  | Петра ван Ставерен | Плавание                    | Женщины, 100 м брассом                     |
| Золото  | Риа Сталман | Лёгкая атлетика             | Женщины, метание диска                     |
| Золото  | Стефан ван ден Берг | Парусный спорт              | Класс «Виндгляйдер»                        |
| Золото  | Сборная | Хоккей на траве             | Женщины                                    |
| Серебро | Грет Хеллеманс Николетте Хеллеманс | Академическая гребля        | Женщины, двойки                            |
| Серебро | Конни ван Бентюм Деси Рейерс Аннемери Верстаппен Эллес Воскес                                                                                            | Плавание                    | Женщины, эстафета 4 x 100 м вольным стилем |
| Бронза  | Аннемери Верстаппен | Плавание                    | Женщины, 100 м вольным стилем              |
| Бронза  | Аннемери Верстаппен | Плавание                    | Женщины, 200 м вольным стилем              |
| Бронза  | Йоланда де Ровер | Плавание                    | Женщины, 100 м на спине                    |
| Бронза  | Арнольд Вандерлиде | Бокс                        | Мужчины, до 91 кг                          |
| Бронза  | Аннемик Деркс | Гребля на байдарках и каноэ | Женщины, байдарки-одиночки, 500 м          |
| Бронза  | Грет Хеллеманс Николетте Хеллеманс Марике ван Дрогенбрук Линда Корнет Харрит ван Эттековен Марта Лаурейсен Катарина Нелиссен Анне Квист Вильон Вандрагер | Академическая гребля        | Женщины, восьмёрки                         |

## Результаты соревнований

### Академическая гребля
В следующий раунд из каждого заезда проходили несколько лучших экипажей (в зависимости от дисциплины). В финал A выходили 6 сильнейших экипажей, ещё 6 экипажей, выбывших в полуфинале, распределяли места в финале B.
Мужчины
| Соревнование | Спортсмены               | Предварительный заезд | Предварительный заезд | Предварительный заезд | Отборочный заезд | Отборочный заезд | Отборочный заезд | Полуфинал            | Полуфинал            | Полуфинал            | Финал                | Финал                | Итоговое место       |                      |
| Соревнование | Спортсмены               | Заезд                 | Время                 | Место                 | Заезд            | Время            | Место            | Заезд                | Время                | Место                | Время                | Место                | Итоговое место       |                      |
| ------------ | ------------------------ | --------------------- | --------------------- | --------------------- | ---------------- | ---------------- | ---------------- | -------------------- | -------------------- | -------------------- | -------------------- | -------------------- | -------------------- | -------------------- |
| одиночки     | Херман ван ден Эренбемт  | 3                     | 7:57,90               | 5                     | 3                | 7:34,28          | 4                | завершил выступление | завершил выступление | завершил выступление | завершил выступление | завершил выступление | завершил выступление | завершил выступление |
| двойки       | Йоост Адема Шурд Хукстра | 1                     | 7:01,47               | 3 Q                   | не участвовали   | не участвовали   | не участвовали   | 1                    | 7:04,61              | 5 QB                 | Финал B              | Финал B              | 7                    |                      |
| двойки       | Йоост Адема Шурд Хукстра | 1                     | 7:01,47               | 3 Q                   | не участвовали   | не участвовали   | не участвовали   | 1                    | 7:04,61              | 5 QB                 | 7:02,62              | 1                    | 7                    |                      |